# Эмма ле Скруп из Конистона
Эмма ле Скруп (англ. Emma le Scrope, лат. Emma le Escrop de Cunyngestone; умерла 1280) — английская дворянка, владелица Конистона в Холдернессе (Восточный райдинг Йоркшира). Происходила из обедневшей ветви рода Скрупов. Эмме пришлось бороться за родовое владение с местным феодалом, а затем и с братом. В 1280 году она была повешена по приговору суда как преступница, но причина этого неизвестна.

## Происхождение
Эмма происходила из английского дворянского рода Скрупов. Считается, что семья имела нормандское происхождение, однако каких-то доказательств этого не существует. Первым достоверно известным представителем рода является Ричард Скруп (умер до 1166), который находился на службе Гилберта де Ганта, графа Линкольна и был его арендатором. Он выгодно женился на Агнес де Клер, дочь Ричарда Фиц-Гилберта де Клера, барона Клера из Торнбриджа, сестре Рохезы де Клер, жены Гилберта де Ганта. В XII веке Скрупы владели землями в Северном Линкольншире и Восточном райдинге Йоркшира, однако в первой четверти XIII века они потеряли ряд владений.
Отцом Эммы был Симон Скруп, владевший Конистоном в Холдернессе (Восточный райдинг Йоркшира), однако точное его родство с представителями других ветвей Скрупов не установлено. Также у неё был брат Николас.

## Биография
Сведения об Эмме и её родне сохранились в инквизиционных протоколах Йоркшира, составленных во время правления короля Генриха III. Согласно им, Симон Скруп из Конистона настолько обеднел, что был вынужден отправиться за границу. Во время его отсутствия земли были захвачены местным феодалом Саером де Саттоном, выгнавшим дочь Симона Эмму, утверждая, что наследовать владения должен её брат Николас. Он владел Конистоном до самой смерти, после чего Эмма выгнала сына Саттона на основании судебного приказа о незаконных действиях. Позже из-за границы вернулся Николас Скруп и вступил в наследство. Позже Эмма подала иск и против брата; в результате Николас согласился передать ей часть владений.
В 1280 году Эмма была повешена по приговору суда за какое-то уголовное преступление, но какие именно основания были для казни, не сообщается.